# Cleptocaccobius uniseries
Cleptocaccobius uniseries är en skalbaggsart som beskrevs av D'orbigny 1905. Cleptocaccobius uniseries ingår i släktet Cleptocaccobius och familjen bladhorningar. Inga underarter finns listade i Catalogue of Life.